# Psychotic Supper
Psychotic Supper es el tercer álbum de estudio de la banda de rock estadounidense Tesla, publicado en 1991. Fue certificado como disco de platino por la RIAA el 5 de noviembre de 1993.

## Recepción
En 2005, Psychotic Supper fue ubicado en la posición No. 475 en el libro "Los 500 mejores álbumes de Rock y Metal de todos los tiempos" de la revista Rock Hard.

## Lista de canciones
| N.º | Título                  | Escritor(es)                           | Duración |  |
| 1.  | «Change in the Weather» | Hannon, Keith, Skeoch                  | 3:38     |  |
| 2.  | «Edison's Medicine»     | Barbiero, Hannon, Keith, Skeoch, Wheat | 4:47     |  |
| 3.  | «Don't De-Rock Me»      | Keith,Barbiero, Skeoch                 | 5:11     |  |
| 4.  | «Call It What You Want» | Barbiero, Keith, Wheat                 | 4:29     |  |
| 5.  | «Song & Emotion»        | Barbiero, Hannon, Keith, Skeoch        | 8:29     |  |
| 6.  | «Time»                  | Hannon, Keith                          | 5:13     |  |
| 7.  | «Government Personnel»  | Keith, Hannon                          | 0:58     |  |
| 8.  | «Freedom Slaves»        | Hannon, Skeoch, Wheat                  | 6:40     |  |
| 9.  | «Had Enough»            | Keith, Skeoch                          | 4:49     |  |
| 10. | «What You Give»         | Hannon, Keith                          | 7:15     |  |
| 11. | «Stir It Up»            | Keith, Skeoch                          | 5:41     |  |
| 12. | «Can't Stop»            | Hannon, Keith, Skeoch, Wheat           | 5:27     |  |
| 13. | «Toke About It»         | Keith, Barbiero, Hannon                | 5:27     |  |

## Créditos
- Jeff Keith – voz
- Tommy Skeoch – guitarra
- Frank Hannon – guitarra, piano
- Brian Wheat – bajo
- Troy Luccketta – batería

## Listas de éxitos
Álbum
| Año  | Lista         | Posición |
| ---- | ------------- | -------- |
| 1991 | Billboard 200 | 13       |

Sencillos y canciones
| Año  | Sencillo              | Lista                  | Posición |
| ---- | --------------------- | ---------------------- | -------- |
| 1991 | Edison's Medicine     | Mainstream Rock Tracks | 20       |
| 1991 | Call It What You Want | Mainstream Rock Tracks | 19       |
| 1992 | What You Give         | Mainstream Rock Tracks | 7        |
| 1992 | What You Give         | Billboard Hot 100      | 86       |
| 1992 | Song & Emotion        | Mainstream Rock Tracks | 13       |
| 1992 | Stir It Up            | Mainstream Rock Tracks | 35       |